# Egy asszony élete (regény)

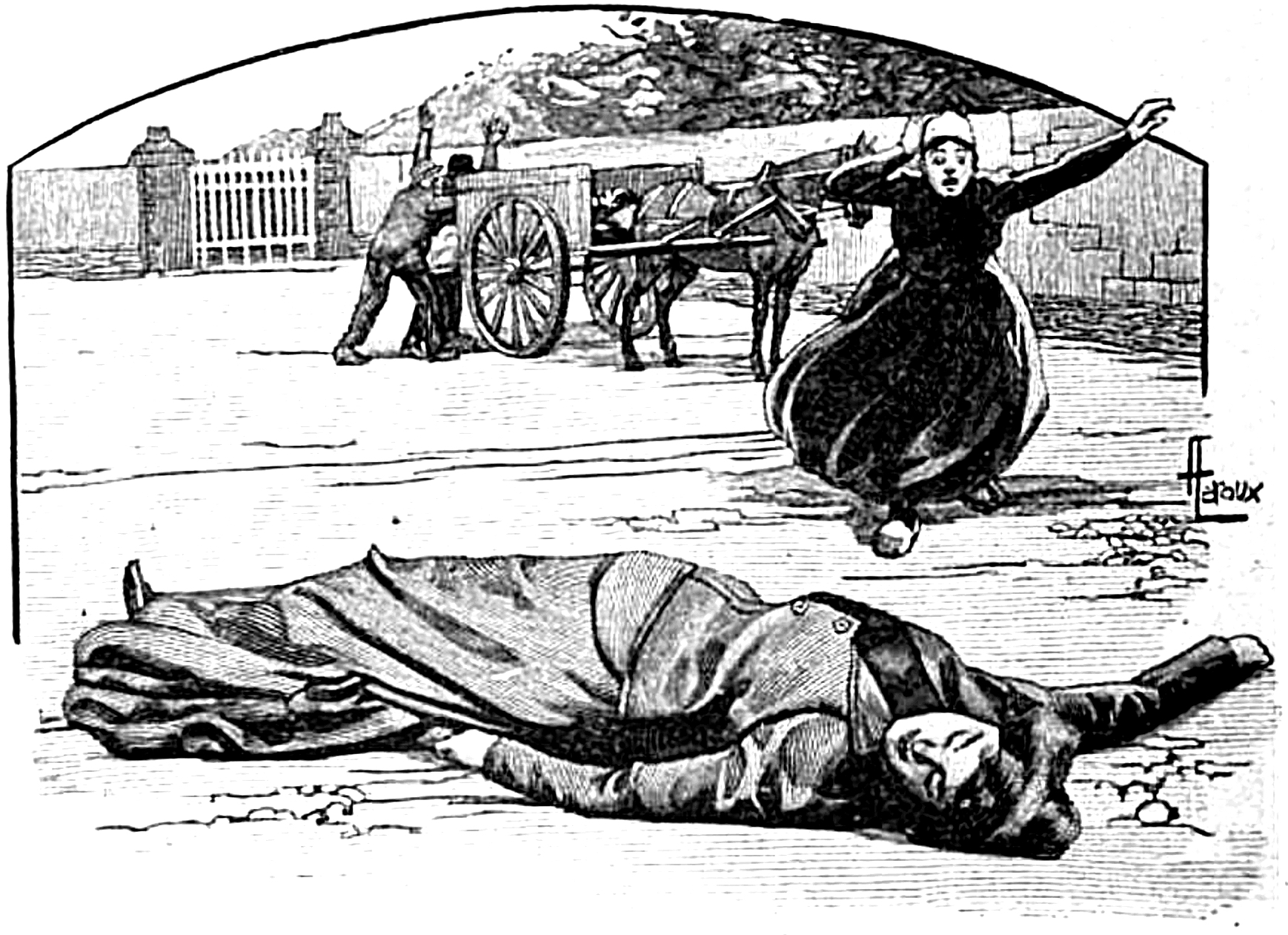

Az Egy asszony élete című regény Guy de Maupassant 1883-ban íródott műve. Számos magyar kiadás látott napvilágot, legutóbb Illés Endre fordításában.

## Történet
A mű főhőse a nemesi származású Jeanne, a gyönyörű fiatal nő, aki az illúziók és képzelet világában él. A könyv Jeanne életét mutatja be lánykorától idős koráig. Jeanne a zárdai nevelés után a való világba csöppen, amely nem olyan rózsaszín, mint amilyennek azt képzelte. A realitás nagyon fájó, és az örömteli fiatal lélek lassan-lassan megcsömörlik, és Jeanne élete sivárrá válik.

## Magyarul
- Jeanne. Regény; Magyar Hírlap, Bp., 1894
- Egy élet. Regény; ford. Adorján Andor; Athenaeum, Bp., 1912 (Athenaeum könyvtár)
- Egy élet; ford. Honti Rezső; Athenaeum, Bp., 1926 (Guy de Maupassant összes művei)
- Egy élet; ford. Benamy Sándor; Gábor Áron, Bp., 1944 (A világirodalom titánjai)
- Egy asszony élete. Regény; ford., bev. Illés Endre; Szépirodalmi, Bp., 1954

## Filmváltozat
A könyvből 1947-ben a finn Toïvo J. Särkkä rendezésében, 1958-ban Maria Schell,  majd 2004-ben Barbara Schulz főszereplésével filmek is készültek.
A francia televízió is megfilmesítette 2004-ben Élisabeth Rappeneau rendezésében és Barbara Schulzcal Jeanne szerepében.